# HTPC

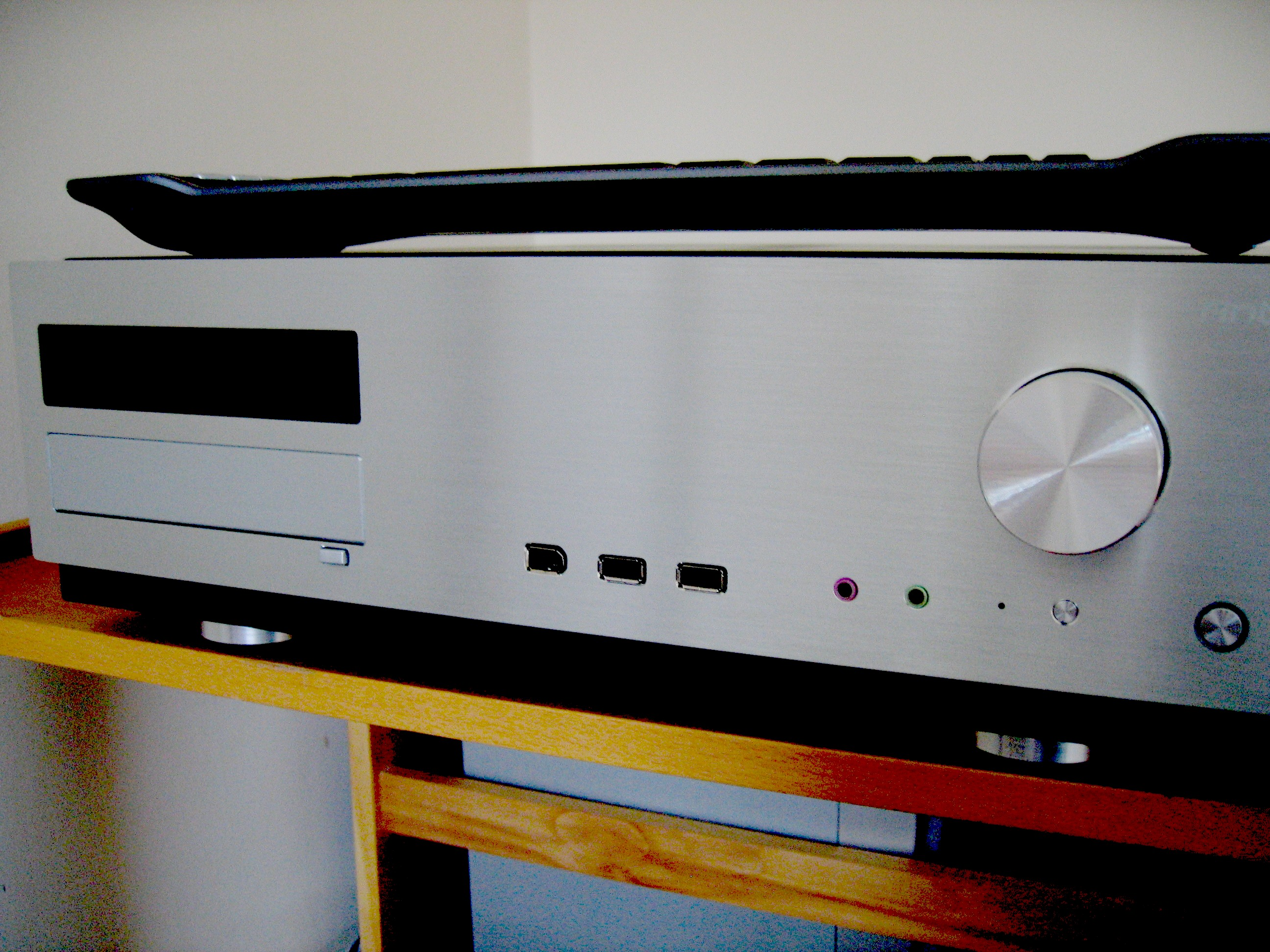
Передняя панель Home theater PC с клавиатурой

HTPC (аббревиатура от англ. Home Theatre Personal Computer) — персональный компьютер, оснащённый программным и в некоторых случаях специализированным аппаратным обеспечением, позволяющим использовать его в качестве компьютера для домашнего кинотеатра. Кроме того, данный термин употребляется в качестве названия систем, предназначенных для организации домашнего кинотеатра и состоящих из компьютера, телевизора и аудиосистемы.

## История
В 1993 году корпорация Apple разработала Macintosh TV — телевизор со встроенным персональным компьютером, однако, он так и не получил широкого распространения и был снят с производства после выпуска около 10 тыс. экземпляров.
В 1997 году небольшая компания Chromatic Research разработала чип Mpact1, способный декодировать MPEG1/MPEG2 и получать прогрессивный RGB-сигнал из чересстрочного. Данный чип обладал рядом мультимедийных функций и возможностями расширения. Но, по завершении разработки чип не оказался востребованным в связи с незначительными темпами роста DVD-индустрии и примерно через год компания выпускает обновлённый чип Mpact2, который был использован в различных видеоадаптерах, таких как 3DFusion DVD card, STB NitroDND, Leadtek WinFast 3D S800 AGP, а также в экзотических материнских платах. Первые продажи шли достаточно медленно до тех пор, пока в сети не стали появляться первые обзоры и заметки о возможности получить прогрессивную картинку с помощью платы 3DFusion на основе чипа Mpact2.
C середины 1998 года стали выходить обзоры в печатной прессе, которые привлекли внимание к возможностям PC. В это время сложилась аббревиатура HTPC, как сокращение от словосочетаний Home Theater и Personal Computer.

## Характеристики HTPC
Помимо характеристик персонального компьютера, компьютеры для домашнего кинотеатра имеют ряд особенностей.

### Малогабаритный корпус
Чаще всего используются корпусы, схожие по размерам и дизайну с обычными DVD-плеерами или магнитофонами. Также нетрудно найти и более компактный корпус и подобрать дизайн так, чтобы он идеально вписывался в интерьер.

### Малошумная система охлаждения
В компьютерах для домашнего кинотеатра используются пассивные или малошумные активные системы охлаждения, позволяющие оставлять систему работать круглосуточно, например, для загрузки из сети Интернет высококачественных фильмов в формате Full HD.

### Жёсткие диски
В компьютеры для домашнего кинотеатра чаще всего устанавливают жёсткие диски со сниженной скоростью вращения пластин (до 5400 об/мин) и, как следствие, сниженным уровнем шума и энергопотребления. Производительность таких жёстких дисков ниже, чем у обычных со скоростью вращения пластин 7200/10000 об/мин, но её вполне достаточно для бесперебойного воспроизведения видео высокой четкости. Часто, для увеличения производительности при воспроизведении высококачественного видео, в качестве системного диска устанавливается отдельный малообъёмный жёсткий диск или твердотельный накопитель, полностью снимающий нагрузку на файловое хранилище, а также (в случае твердотельного накопителя) значительно ускоряющий работу системы в целом.

### Видеосистема
Видеоадаптер компьютеров для домашнего кинотеатра чаще всего интегрирован в чипсет материнской платы, а в последние годы — в процессор. Компьютер для домашнего кинотеатра обязательно должен поддерживать вывод изображения на телевизор с помощью интерфейса HDMI. Практически все современные материнские платы и видеоадаптеры поддерживают этот интерфейс, поэтому эта особенность уже не является свойственной только HTPC.

### Звуковая плата
Звуковые платы, интегрированные в материнскую плату, способны обеспечить высокое качество звука, но в качестве альтернативы в HTPC часто устанавливают дискретные звуковые платы таких производителей, как, например, Creative, ASUS и др. Кроме высококачественного звука на аналоговых выходах звуковые платы дают возможность подключения AV-ресивера или усилителя по цифровым интерфейсам.

### Энергопотребление
Компьютеры для домашнего кинотеатра должны потреблять мало энергии, так как довольно часто они работают круглосуточно. В среднем энергопотребление HTPC составляет 5—100 Вт в зависимости от конфигурации и нагрузки.

## HTPC-ориентированные операционные системы

### Linux
- LinuxMCE
- Mythbuntu
- Xbmcbuntu (в новой версии Kodibuntu)
- KnoppMyth
- Mint
- Mythdora
- GeeXboX

### Microsoft Windows
- Windows XP Media Center Edition
- Windows Vista Home Premium или старшая версия
- Windows 7 Home Premium или старшая версия